# Gryon tiliarum
Gryon tiliarum är en stekelart som först beskrevs av Kononova och Pyotr N.Petrov 2002.  Gryon tiliarum ingår i släktet Gryon och familjen Scelionidae. Inga underarter finns listade i Catalogue of Life.